# Copa de la Liga de Francia
La Copa de la Liga de Francia (en francés: Coupe de la Ligue française de football) era un torneo oficial futbolístico por eliminación directa que se disputaba anualmente entre clubes de Francia.
A diferencia de la Copa de Francia (organizada por la Federación Francesa de Fútbol), en esta copa únicamente participaban los clubes profesionales del país y, también a diferencia de la ya mencionada copa nacional, la Copa de la Liga era organizada por la Liga de Fútbol Profesional francesa (LFP).

## Sistema de competición
El torneo se disputaba anualmente, de forma paralela al desarrollo de otras competiciones nacionales francesas como la liga y la copa nacional. Se iniciaba en el mes de agosto o septiembre y se prolongaba hasta marzo o abril del siguiente año.
Solo tomaban parte los clubes profesionales del país, esto es, cuarenta y cinco equipos que incluían los veinte que son parte de la Ligue 1, los otros veinte de la Ligue 2, y cinco del Campeonato Nacional. La competición se desarrollaba por rondas de eliminación directa, y los emparejamientos se establecían por sorteo. Todas las eliminatorias se jugaban a partido único. La final se disputaba en terreno neutral, por lo general, el estadio de Francia (en las tres primeras ediciones se disputó en el Parque de los Príncipes).
El equipo campeón obtenía acceso a la tercera ronda clasificatoria de la Liga Europa si no clasificaba por otro medio a otra competición europea o a la misma. Con la desaparición de este torneo, el cupo a la Liga Europa se reparte en la clasificación general de la Ligue 1.  
|                    | Fase                   | Equipos que provienen de la fase anterior | Equipos que entran en esta fase                     |
| ------------------ | ---------------------- | ----------------------------------------- | --------------------------------------------------- |
| Fases preliminares |                        |                                           |                                                     |
| 1                  | Ronda preliminar       | -                                         | 2 equipos Championnat National                      |
| 2                  | Primera ronda          | 1                                         | 20 equipos Ligue 2 y 3 equipos Championnat National |
| 3                  | Segunda ronda          | 12                                        | -                                                   |
|                    | Fase final             |                                           |                                                     |
| 1                  | Dieciseisavos de final | 6                                         | 14 equipos de la Ligue 1                            |
| 2                  | Octavos de final       | 10                                        | 6 equipos de la L1 con participación en CL y EL     |
| 3                  | Cuartos de final       | 8                                         | -                                                   |
| 4                  | Semifinal              | 4                                         | -                                                   |
| 5                  | Final                  | 2                                         | -                                                   |

## Historia

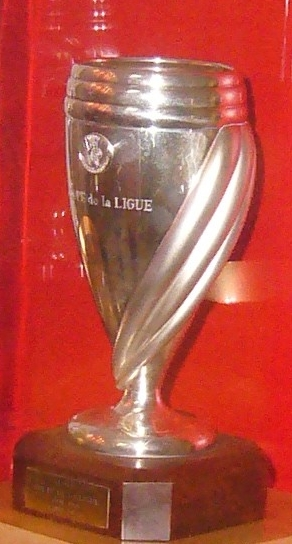
El primer trofeo de la Copa de la Liga, entregado hasta la versión de 2002.

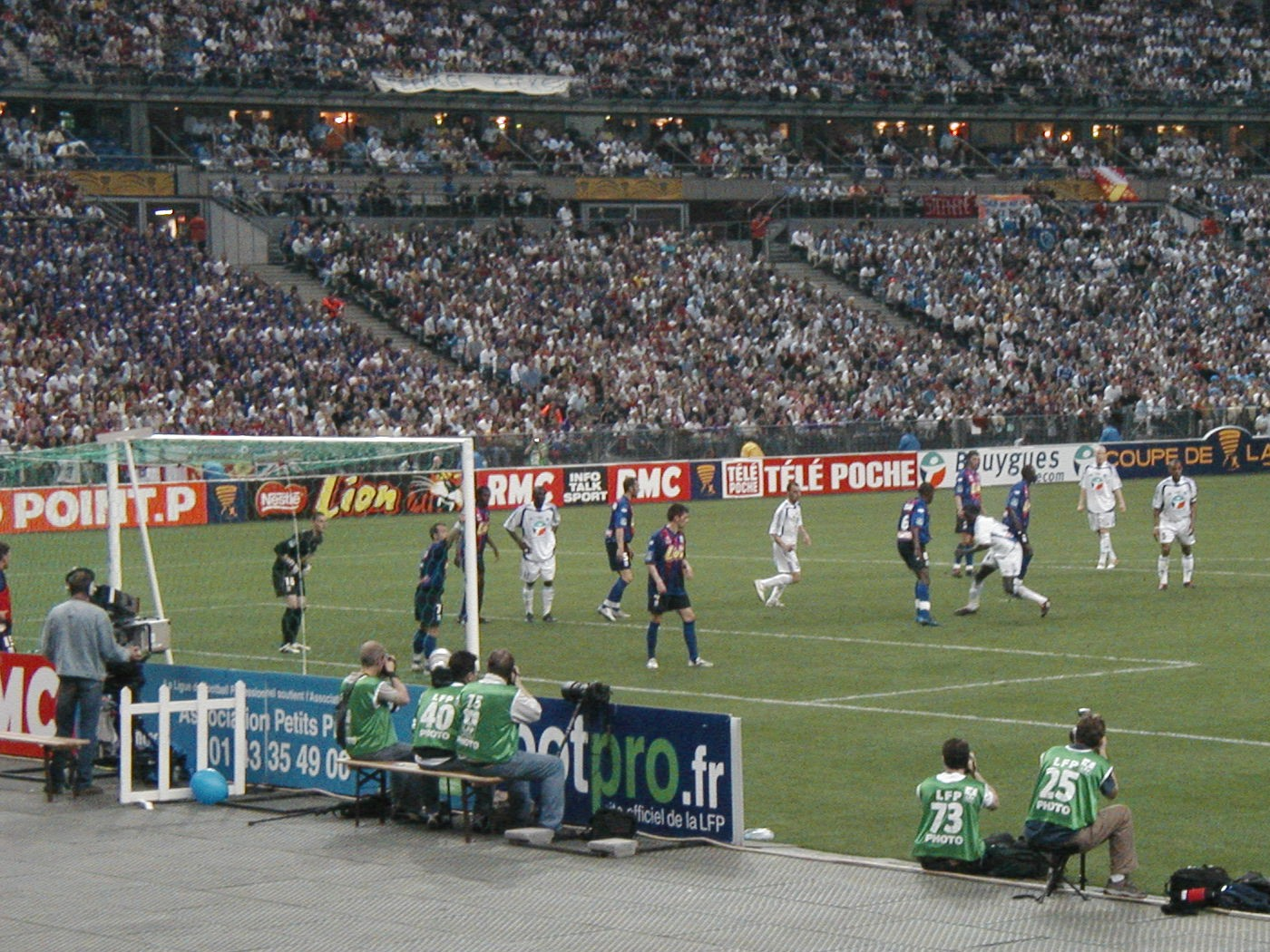
Final de la copa de la liga en 2005.

El primer antecedente de la Copa de la Liga fue la Copa Charles Drago, disputada anualmente entre 1953 y 1965 entre los clubes profesionales que quedaban eliminados de la Copa de Francia antes de la ronda de cuartos de final.
Posteriormente, en los años 1960 se disputó una primera Copa de la Liga. Reunía a los clubes profesionales y se jugaron dos ediciones, en 1963 y 1965.
En 1982 se crea la Coupe d'Eté (en español: Copa de verano), posteriormente (en 1984) llamada Coupe de la Ligue. Este torneo se disputaba bianualmente, en los meses de verano, para mantener el interés de los aficionados en aquellas temporadas más cortas con motivo de la celebración de grandes torneos internacionales como la Copa Mundial de Fútbol o la Eurocopa.
El torneo adoptó un formato de eliminación directa entre las temporada 1994/95 y 2019/20. En este lapso de tiempo, el equipo campeón obtenía una plaza para disputar la siguiente edición de la Copa de la UEFA.
En sus primeras ediciones, desde 1995 a 1997, la final se disputó en el Parque de los Príncipes. Desde 1998 hasta 2020 la final se realizaba en el estadio de Francia.
En 2006 la LFP introdujo algunas modificaciones en el formato, con el establecimiento de cabezas de serie. Asimismo, los clubes participantes en la Liga de Campeones de la UEFA no entraban en competición hasta la ronda de octavos de final.
Mucho más joven y jerárquicamente menos prestigiosa que la Copa de Francia, la Copa de la liga no pudo establecerse a largo plazo, a pesar de que los premios económicos eran mayores que las de la Copa de Francia y, también, tenía un formato más ventajoso para los clubes calificados en competiciones europeas. El 18 de septiembre de 2019, la junta directiva de LFP votó para suspender la copa, siendo la edición 2019-2020 la última en jugarse.

## Palmarés
| Temporada | Campeón                   | Resultado        | Finalista             | Sede de la final                         |
| --------- | ------------------------- | ---------------- | --------------------- | ---------------------------------------- |
| 1994-95   | París Saint-Germain (1)   | 2 - 0            | Bastia                | Parque de los Príncipes, París           |
| 1995-96   | Metz (1)                  | 0 - 0 (5-3 pen.) | Olympique de Lyon     | Parque de los Príncipes, París           |
| 1996-97   | Racing Estrasburgo (1)    | 0 - 0 (6-5 pen.) | Girondins de Bordeaux | Parque de los Príncipes, París           |
| 1997-98   | París Saint-Germain (2)   | 2 - 2 (4-2 pen.) | Girondins de Bordeaux | Stade de France, Saint-Denis             |
| 1998-99   | Racing Lens (1)           | 1 - 0            | Metz                  | Stade de France, Saint-Denis             |
| 1999-00   | Gueugnon (1)              | 2 - 0            | París Saint-Germain   | Stade de France, Saint-Denis             |
| 2000-01   | Olympique de Lyon (1)     | 2 - 1 (pró.)     | Mónaco                | Stade de France, Saint-Denis             |
| 2001-02   | Girondins de Bordeaux (1) | 3 - 0            | Lorient               | Stade de France, Saint-Denis             |
| 2002-03   | Mónaco (1)                | 4 - 1            | Sochaux-Montbéliard   | Stade de France, Saint-Denis             |
| 2003-04   | Sochaux-Montbéliard (1)   | 1 - 1 (5-4 pen.) | Nantes                | Stade de France, Saint-Denis             |
| 2004-05   | Racing Estrasburgo (2)    | 2 - 1            | Caen                  | Stade de France, Saint-Denis             |
| 2005-06   | Nancy-Lorraine (1)        | 2 - 1            | OGC Niza              | Stade de France, Saint-Denis             |
| 2006-07   | Girondins de Bordeaux (2) | 1 - 0            | Olympique de Lyon     | Stade de France, Saint-Denis             |
| 2007-08   | París Saint-Germain (3)   | 2 - 1            | Racing Lens           | Stade de France, Saint-Denis             |
| 2008-09   | Girondins de Bordeaux (3) | 4 - 0            | Vannes Olympique Club | Stade de France, Saint-Denis             |
| 2009-10   | Olympique de Marsella (1) | 3 - 1            | Girondins de Bordeaux | Stade de France, Saint-Denis             |
| 2010-11   | Olympique de Marsella (2) | 1 - 0            | Montpellier Hérault   | Stade de France, Saint-Denis             |
| 2011-12   | Olympique de Marsella (3) | 1 - 0 (pró.)     | Olympique de Lyon     | Stade de France, Saint-Denis             |
| 2012-13   | Saint-Étienne (1)         | 1 - 0            | Stade Rennais         | Stade de France, Saint-Denis             |
| 2013-14   | París Saint-Germain (4)   | 2 - 1            | Olympique de Lyon     | Stade de France, Saint-Denis             |
| 2014-15   | París Saint-Germain (5)   | 4 - 0            | Bastia                | Stade de France, Saint-Denis             |
| 2015-16   | París Saint-Germain (6)   | 2 - 1            | Lille                 | Stade de France, Saint-Denis             |
| 2016-17   | París Saint-Germain (7)   | 4 - 1            | Mónaco                | Parc Olympique Lyonnais, Lyon            |
| 2017-18   | París Saint-Germain (8)   | 3 - 0            | Mónaco                | Stade Bordeaux-Atlantique, Burdeos       |
| 2018-19   | Racing Estrasburgo (3)    | 0 - 0 (4-1 pen.) | EA Guingamp           | Estadio Pierre-Mauroy, Villeneuve-d'Ascq |
| 2019-20   | París Saint-Germain (9)   | 0 - 0 (6-5 pen.) | Olympique de Lyon     | Stade de France, Saint-Denis             |

## Títulos por club
Solo se incluyen los ganadores reconocidos por la Ligue de Football Professionnel (LFP), desde 1995 hasta 2020.
| Club                        | Títulos | Subtítulos | Años campeón                                         |
| --------------------------- | ------- | ---------- | ---------------------------------------------------- |
| París Saint- Germain F. C.  | 9       | 1          | 1995, 1998, 2008, 2014, 2015, 2016, 2017, 2018, 2020 |
| F. C. Girondins de Bordeaux | 3       | 3          | 2002, 2007, 2009                                     |
| Olympique de Marsella       | 3       | -          | 2010, 2011, 2012                                     |
| R. C. Estrasburgo           | 3       | -          | 1997, 2005, 2019                                     |
| Olympique de Lyon           | 1       | 5          | 2001                                                 |
| A. S. Mónaco F. C.          | 1       | 3          | 2003                                                 |
| F. C. Metz                  | 1       | 1          | 1996                                                 |
| R. C. Lens                  | 1       | 1          | 1999                                                 |
| F. C. Sochaux-Montbéliard   | 1       | 1          | 2004                                                 |
| F. C. Gueugnon              | 1       | -          | 2000                                                 |
| A. S. Nancy-Lorraine        | 1       | -          | 2006                                                 |
| A. S. Saint-Étienne         | 1       | -          | 2013                                                 |
| S. C. Bastia                | -       | 2          | ---                                                  |
| F. C. Lorient               | -       | 1          | ---                                                  |
| F. C. Nantes                | -       | 1          | ---                                                  |
| S. M. Caen                  | -       | 1          | ---                                                  |
| O. G. C. Niza               | -       | 1          | ---                                                  |
| Vannes O. C.                | -       | 1          | ---                                                  |
| Montpellier Hérault S. C.   | -       | 1          | ---                                                  |
| Stade Rennais F. C.         | -       | 1          | ---                                                  |
| Lille O. S. C.              | -       | 1          | ---                                                  |
| E. A. Guingamp              | -       | 1          | ---                                                  |

### Goleadores por edición
| Edición   | Goleador                                                                                      | Club                                                                              | Goles |
| --------- | --------------------------------------------------------------------------------------------- | --------------------------------------------------------------------------------- | ----- |
| 1994-95   | Stéphane Guivarc'h                                                                            | EA Guingamp                                                                       | 4     |
| 1995-96   | Lilian Compan Sylvain Wiltord Ludovic Giuly Alan Caveglia                                     | Cannes Stade Rennais Olympique de Lyon Le Havre                                   | 3     |
| 1996-97   | David Zitelli                                                                                 | Racing Estrasburgo                                                                | 5     |
| 1997-98   | Stéphane Guivarc'h                                                                            | Auxerre                                                                           | 7     |
| 1998-99   | Nenad Jestrović                                                                               | Metz                                                                              | 4     |
| 1999-2000 | Richard Akiana                                                                                | Red Star                                                                          | 4     |
| 2000-01   | Émerick Darbelet                                                                              | Amiens                                                                            | 4     |
| 2001-02   | Danijel Ljuboja                                                                               | Racing Estrasburgo                                                                | 5     |
| 2002-03   | Dado Pršo Fabrice Pancrate Péguy Luyindula Ludovic Giuly Francileudo Santos Ibrahima Bakayoko | Mónaco Le Mans Olympique de Lyon Mónaco Sochaux-Montbéliard Olympique de Marsella | 3     |
| 2003-04   | Lilian Compan                                                                                 | Saint-Étienne                                                                     | 4     |
| 2004-05   | Stéphane Samson                                                                               | Clermont Foot                                                                     | 4     |
| 2005-06   | Arnauld González                                                                              | EA Guingamp                                                                       | 3     |
| 2006-07   | Bafetimbi Gomis Daniel Bilos Cédric Fauré                                                     | Saint-Étienne Stade de Reims                                                      | 3     |
| 2007-08   | Pauleta                                                                                       | París Saint-Germain                                                               | 6     |
| 2008-09   | Madjid Bouabdellah Grégory Thil Jérôme Lebouc                                                 | Créteil Boulogne Vannes                                                           | 3     |
| 2009-10   | Brandão                                                                                       | Olympique de Marsella                                                             | 4     |
| 2010-11   | Brice Jovial Hasan Kabze Frédéric Sammaritano Vincent Aboubakar Grégory Thil                  | Le Havre Montpellier Auxerre Valenciennes Boulogne                                | 3     |
| 2011-12   | Loïc Rémy                                                                                     | Olympique de Marsella                                                             | 4     |
| 2012-13   | Romain Alessandrini Mevlüt Erdinç Ibrahima Touré Nicolas Haquin                               | Stade Rennais Mónaco Vannes                                                       | 3     |
| 2013-14   | Edinson Cavani                                                                                | París Saint-Germain                                                               | 4     |
| 2014-15   | Edinson Cavani Zlatan Ibrahimović Djibril Cissé Quentin Ngakoutou Julien Viale                | París Saint-Germain Bastia Arles Auxerre                                          | 3     |
| 2015-16   | Lakdar Boussaha                                                                               | Bourg-Péronnas                                                                    | 6     |
| 2016-17   | Gaëtan Laborde Edinson Cavani                                                                 | Girondins de Bordeaux París Saint-Germain                                         | 4     |
| 2017-18   | Radamel Falcao García                                                                         | Monaco                                                                            | 3     |
| 2018-19   | Ludovic Ajorque Matias Autret Mons Bassouamina Alexandre Bonet Alimani Gory                   | Racing Estrasburgo Stade Brestois 29 Nancy-Lorraine Le Havre                      | 2     |
| 2019-20   | Moses Simon Mauro Icardi Loïc Rémy Livio Nabab                                                | Nantes París Saint-Germain Lille Bourg-Péronnas                                   | 3     |

Fuente: Página oficial